# Kristján Andrésson
Kristján Andrésson (født 27. marts 1981 i Eskilstuna, Sverige) er en svensk-født islandsk håndboldtræner og tidligere håndboldspiller. Han træner Sveriges herrehåndboldlandshold og den tyske storklub Rhein-Neckar Löwen.
Han repræsenterede Island, under Sommer-OL 2004 i Athen og har siden 2016 været landstræner for Sverige.